# Constantin Dinu Mihail
Constantin Dinu Mihail (n. 30 ianuarie 1837, Craiova - d. 29 iunie 1908) a fost un latifundiar român de origine  macedoromână, născut la Craiova, fiu al marelui arendaș și moșier aromân Nicolachi Mihail, venit în Oltenia din Macedonia la începutul secolului al XIX-lea, originar din Magarova Bitoliei (azi Magarevo, Bitola). Dinu a studiat la Școala Superioară de Agricultură din Hohenheim (azi parte din orașul Stuttgart) din Regatul Württemberg, și la Viena, capitala Austriei.

## Biografie
Boierul Constantin Dinu Mihail a decis, la scurt timp de la căsătorie, să se întoarcă la Craiova și să administreze cu grijã proprietățile funciare ale tatălui sãu, mare cămătar, arendaș de moșii mănăstirești, apoi proprietar cu latifundii întinse, unul dintre cei mai mari din țară. Dinu devine unul dintre cei mai mari proprietari funciari din România, cumpărând moșii în toată țara (în Dolj, Gorj, Mehedinți, Romanați, Teleorman, Ilfov, Tecuci). În decursul a două generații, familia Mihail a reușit să posede 24 de moșii cu întindere de 100.000 ha. Ca unic fiul al lui Nicolachi, Dinu a preluat moșiile tatălui său, le-a crescut cu moșia cu mori și păduri Drăgănești (Tecuci) și moara Rogova (Mehedinți) și a achitat și datoriile la Creditul Agricol ale tatălui său. Una dintre marile moșteniri lăsate în urmă de către Constantin Mihail este Palatul Jean Mihail, actuala clădire a Muzeului de Artă din Craiova și a cărui piatră de temelie a fost pusă de către acesta în 1899. Cu realizarea planurilor reședinței a fost însărcinat arhitectul Curții Regale, francezul Paul Gottereau, cel care și-a pus amprenta și pe construirea Palatului CEC, Bibliotecii Centrale Universitare și a  Palatului Regal de la Cotroceni, dar și a  Palatului Marincu din Calafat. Responsabil cu supravegherea lucrărilor a fost arhitectul italian Constantino Cichi (Cocchi). În 1907 Ct. D. Mihail era considerat cel mai bogat om din România după George Cantacuzino, fiind proprietar a peste 80.000 de hectare de pământ.  
Ct. D. Mihail a fost un adept al ideilor conservatoare. În 1888 a fost ales președinte al Consiliului Județean Dolj, apoi președinte de onoare al organizației conservatoare  carpiste din Dolj (1908), funcție pe care a ocupat-o până la moartea sa.  
A fost decorat cu ordinele Coroana și Steaua României.

## Famila și copiii
La Viena s-a căsătorit cu Matilda Spiro (1849-1876), fiica unui macedo-român sărac, care la doar 27 ani a murit de congestie pulmonară. Împreună au avut patru copii, dar doi au murit de la vârste foarte fragede, ceilalți doi fiind Nicolae și Jean Mihail. Jean Mihail va ajunge unul dintre cei mai bogați români ai perioadei interbelice.
Cei doi băieți rămași orfani de mamă la vârste foarte mici au fost crescuți de tată, secondat îndeaproape de două stră-mătuși. Una din ele a fost Elena, măritată cu moșierul și negustorul de antichități Nicolae C. Dumba, înrudit cu Nicolae Dumba din ramura vieneză a familiei. Prin intermediul lui Nicolae C. Dumba au fost achiziționate mare parte din operele de artă ce au făcut parte din colecția familiei Mihail. A doua, Maria, era măritată cu Elias Coloni, aromân din Epir (arnăvut) sosit pe teritoriul românesc în calitate de comandant de  arnăuți. Elias a primit, pentru serviciile aduse împotriva turcilor, moșia Deveselu, unde Maria a ridicat alături de conac și o biserică cu hramul Sfântul Nicolae, care era locul preferat pentru întrunirile de familie. Aveau și o proprietate la Pau, în Franța, Elias reprezentându-l pe Dinu Mihail în tranzacțiile cu băncile franceze. 
Nicolae Mihail (1874-1918), fiul cel mare, a făcut școala primară în Craiova, iar liceul la Paris, unde și-a dat și bacalaureatul, urmând apoi cursurile Facultății de Drept din Liége. A fost scutit de serviciul militar, pe motiv de boală. A fost pentru o perioadă președinte al Societății Anonime „Ramuri”. În a doua parte a vieții a trăit mai ales la Pau, în Franța, pe domeniul unchiului său Coloni. Nicolae Mihail s-a simțit atras de credința romano-catolică. A murit la numai 46 de ani în urma unor complicații pulmonare. Moartea sa a survenit la 5 octombrie 1918, la Pau, în Franța. Fratele său Jean Mihail s-a ocupat să îi aducă rămășițele la Craiova, în 14 noiembrie 1920, fiind înmormântate la Cimitirul Ungureni, unde se afla cavoul familiei Mihail. 
Ioan (Jean) Mihail (1875-1936), ultimul descendent al familiei, s-a născut la Craiova, a abosolvit liceul Carol I și apoi cursurile Facultății de Drept la Bordeaux și doctoratul la Paris. A fost deputat conservator până în 1915, când a trecut la liberali și a fost ales senator de Satu Mare. În 1917, în cadrul sesiunii parlamentare de la Iași, a votat în favoarea reformelor privind votul universal și împroprietărirea țăranilor. A devenit cel mai bogat om din România, după ce a moștenit și averile Dumba și Coloni. În timpul marii crize economice din anii ’30 a garantat cu averea sa împrumuturile statului român din băncile franceze și elvețiene. Este unul dintre cei mai mari filantropi români, pornind de la donațiile importante făcute liceului unde a studiat, construirea și renovarea unor așezăminte bisericești, fonduri de studii pentru elevii și studenții săraci, propunerea (1935) ca propriul palat de pe Calea Unirii să devină sediul unei instituții de educație, până la gestul, fără precedent prin dimensiunile sale, de a dona prin testament întreaga sa avere statului român. S-a stins din viață în 1936, în urma unei bronho-pneumonii și, odată cu el, ultimul Mihail.